# Куліненко Семен
Семен Куліненко (1650-ті — до 1726) — яготинський? сотник (1692 – 1695?) Переяславського полку. 

## Життєпис
Народився у середині XVII століття в селі Капустинці Переяславського полку, можливо, в родині козака, учасника Хмельниччини Андрія (або Яська) Куліненка. Гіпотетично, родина Куліненків була однією з перших родин села і переселилася на лівобережну Україну близько 1612 року із околиць подільського містечка Кальник, рятуючись від татарського спустошення. 
Сотник, ймовірно, в Переяславському полку. Його нащадки, претендуючи на дворянство у 1782 році, посилалися на свого прадіда Семена Куліненка, що обіймав посаду сотника і згадувався в старих справах Переяславського нижнього суду, зокрема в купчі від російського графа і полководця Петра Рум'янцева-Задунайського.
Мав синів Івана (1677 – після 1767), Михайла (? – до 1752) та Гната (невідомо). Михайло, як і його сини Федір та Василь, відносилися до яготинської сотенної старшини. Правнук Ісай Федорович – писар тієї ж сотні, а правнук Микита Петрович – канівецький сотник (1777 – 1781).
Можливо, похований у рідному селі на старовинному Горянському кладовищі.